# Bogdan Suchodolski

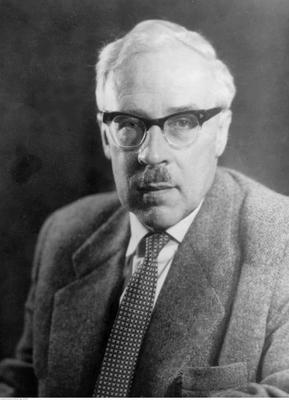
Bogdan Suchodolski (1968)

Bogdan Suchodolski (* 27. Dezember 1903 in Sosnowiec; † 2. Oktober 1992 in Konstancin-Jeziorna) war ein polnischer Wissenschafts- und Kulturhistoriker, Pädagoge und Philosoph. Er war von 1985 bis 1989 Senior-Marschall des Sejm.
Suchodolski studierte in Krakau und Warschau Pädagogik. Nachdem er sein Studium 1925 abgeschlossen hatte, führten ihn Reisen nach Paris und Berlin. 1938 wurde er Professor in Lemberg, kehrte aber bereits 1939 nach Warschau zurück, wo er während des Krieges lehrte. Von 1946 bis 1970 war er Professor an der Universität Warschau. Von 1958 bis 1968 war er Direktor des dortigen Instituts für Erziehungswissenschaften.
Suchodolski war im Polen seiner Zeit ein angesehener Vertreter humanistischer (und sozialistischer) sowie in der nationalen Kultur verwurzelter Erziehungsideale und pflegte viele internationale Kontakte.
1946 wurde er Mitglied der Polska Akademia Umiejętności (PAU), außerdem war er Mitglied der Polnischen Akademie der Wissenschaften (ab 1969 in deren Präsidium). 1983 wurde er Vorsitzender des nationalen polnischen Kulturrats. 1945 zählte er zu den Gründern der UNESCO in London.
Er erhielt die Ehrendoktorwürde der Humboldt-Universität zu Berlin, der Lomonossow-Universität und der Universität Padua.
1971 wurde Suchodolski für die von ihm gemeinsam mit Kollegen herausgegebene und verfasste zweibändige polnische Wissenschaftsgeschichte (Warschau 1970) die Koyré-Medaille verliehen.

## Schriften
- Die polnische Kultur in der Zeit der Renaissance, 1958
- Anthropologie philosophique de la Renaissance, 1976
- Ursprünge der modernen Philosophie des Menschen, Warschau 1968, 1968 (polnisch)
- Entwicklung der modernen Philosophie des Menschen, Warschau 1967 (polnisch)
- Geschichte der polnischen Kultur, Warschau 1986
- A History of Polish Culture. Interpress Publisher, Warsaw 1986
- Grundlagen der marxistischen Erziehungstheorie, 1961
- Theorie der sozialistischen Bildung, 1974